# Diệp lục

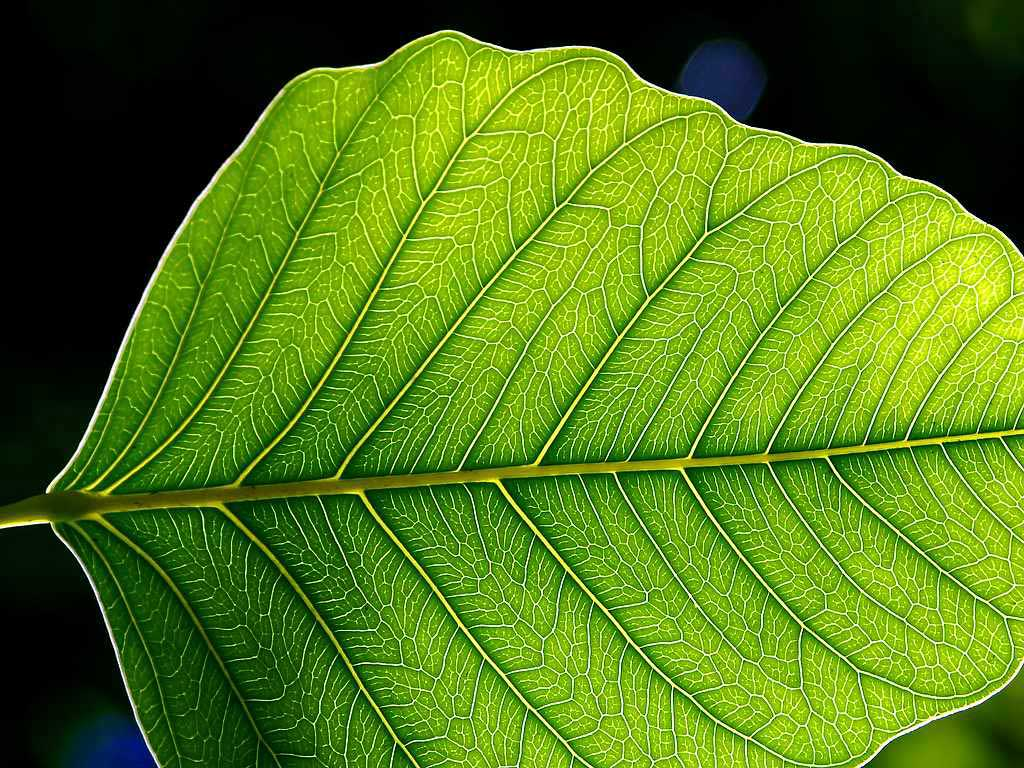
Diệp lục tố khiến lá có màu xanh lá cây

Chất diệp lục (diệp lục tố, chlorophyll) là sắc tố quang tổng hợp màu xanh lá cây có ở thực vật, tảo, vi khuẩn lam. Từ này có nguồn gốc Hán-Việt: Từ "diệp" là lá và "lục" là xanh. Ngoài chất diệp lục, carotenoid, anthocyanin và xantophyl cũng là các sắc tố cảm quang được tìm thấy ở thực vật và một số sinh vật quang tổng hợp khác. Các sắc tố này được cố định trong màng lục lạp của lục lạp.
Chất diệp lục hấp thu mạnh nhất ánh sáng xanh dương và đỏ, kém ở phần xanh lá của phổ điện từ, do đó màu của mô chứa chất diệp lục giống màu của lá cây.

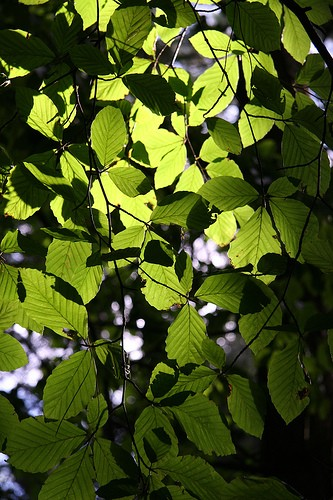
Những chiếc lá có chứa diệp lục

## Cấu trúc hoá học
Sắc tố quan trọng nhất của diệp lục chứa một nguyên tử magiê (Mg) ở trung tâm phân tử.
|                   | Diệp lục tố a     | Diệp lục tố b           | Diệp lục tố c1         | Diệp lục tố c2         | Diệp lục tố d                | Diệp lục tố f     |
| Công thức phân tử | C55H72O5N4Mg      | C55H70O6N4Mg            | C35H30O5N4Mg           | C35H28O5N4Mg           | C54H70O6N4Mg                 | C55H70O6N4Mg      |
| Nhóm C3           | -CH=CH2           | -CH=CH2                 | -CH=CH2                | -CH=CH2                | -CHO                         | -CH=CH2           |
| Nhóm C7           | -CH3              | -CHO                    | -CH3                   | -CH3                   | -CH3                         | -CH3              |
| Nhóm C8           | -CH2CH3           | -CH2CH3                 | -CH2CH3                | -CH=CH2                | -CH2CH3                      | -CH2CH3           |
| Nhóm C17          | -CH2CH2COO-Phytyl | -CH2CH2COO-Phytyl       | -CH=CHCOOH             | -CH=CHCOOH             | -CH2CH2COO-Phytyl            | -CH2CH2COO-Phytyl |
| Liên kết C17-C18  | Đơn               | Đơn                     | Kép                    | Đơn                    | Kép                          | Đơn               |
| Tần suất          | Phổ biến          | Đa số các loài thực vật | Các loại tảo khác nhau | Các loại tảo khác nhau | Vi khuẩn lam (cyanobacteria) | Vi khuẩn lam      |

|  |  |

## Hình ảnh

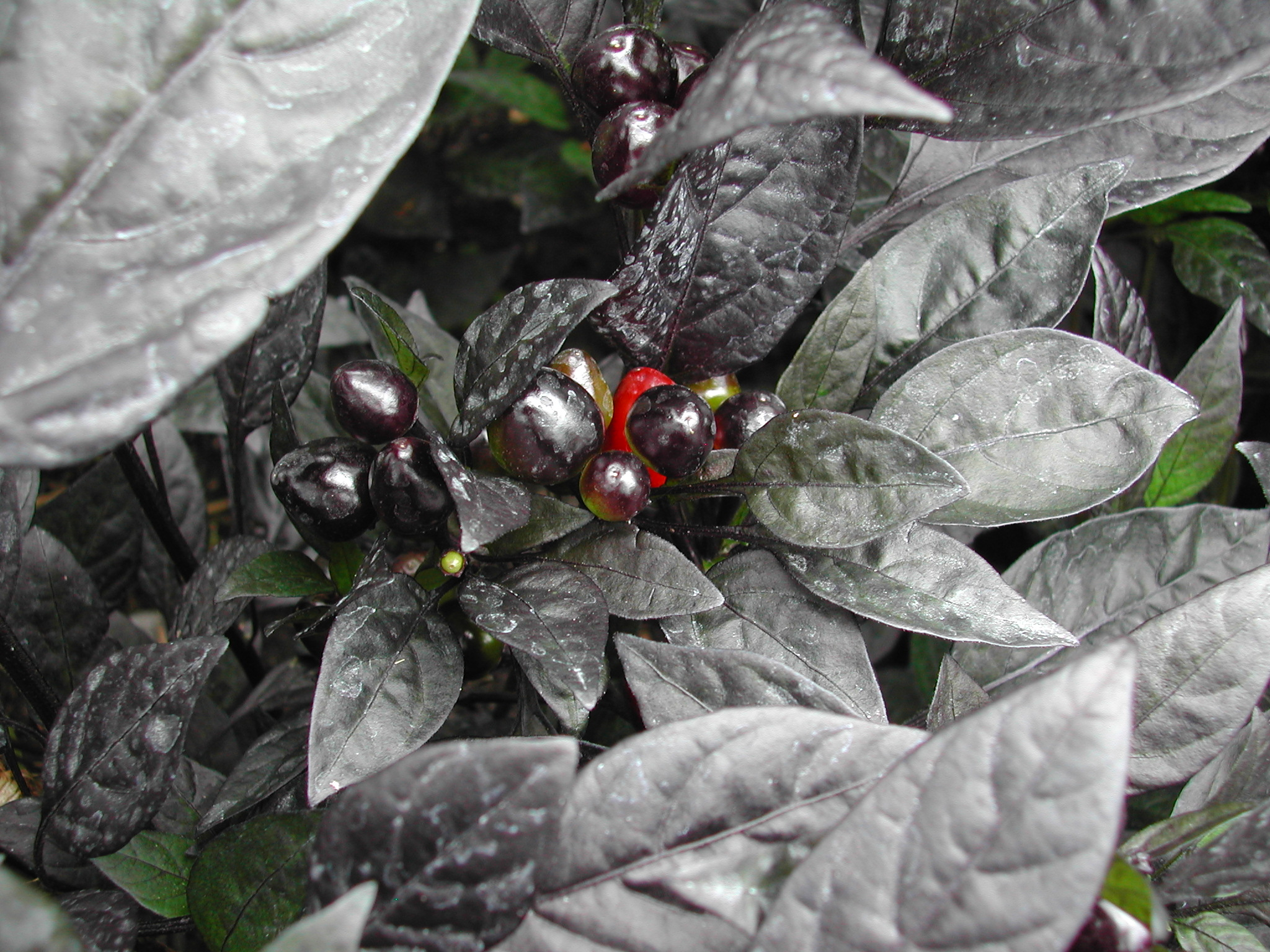
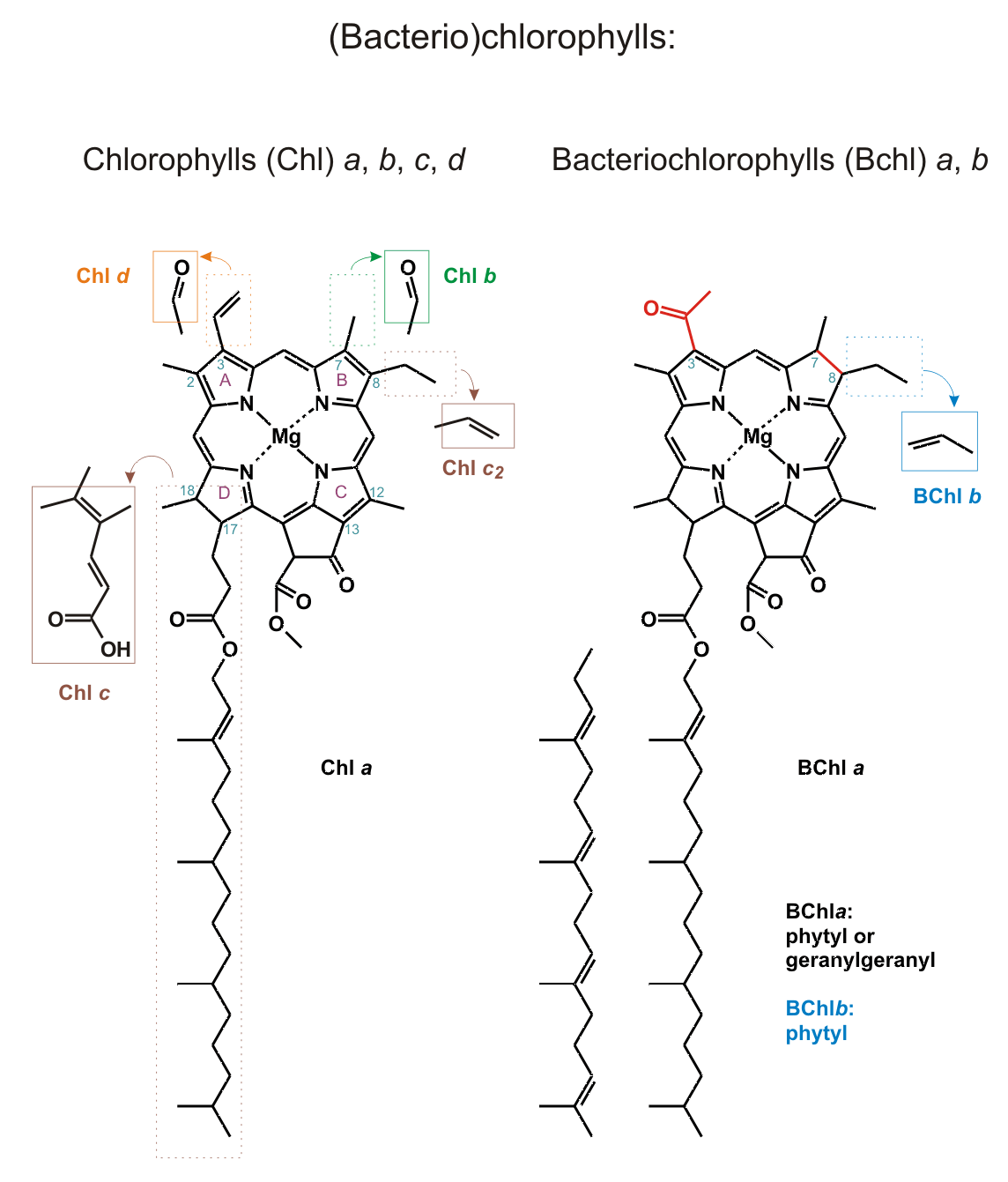
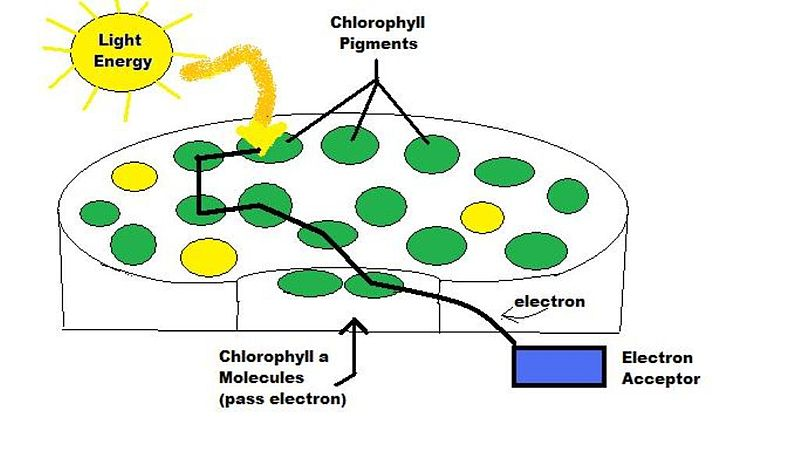